# Cosmic Scrat-tastrophe
Cosmic Scrat-tastrophe is een Amerikaanse korte film geregisseerd door Mike Thurmeier en Galen Chu. Het is de zevende korte film van deze franchise. Deze korte film verscheen 6 november 2015 op de première van The Peanuts Movie. Het werd geproduceerd door Blue Sky Studios. Het personage Scrat speelt terug de hoofdrol. Deze korte film diende als teaser op de vijfde langspeelfilm in de franchise: Ice Age: Collision Course. De filmposter is een parodie op de film The Martian.

## Verhaal
De sabeltandeekhoorn Scrat ontdekt bij het verstoppen van zijn eikel per toeval een ruimteschip in het ijs. Vervolgens activeert hij het per ongeluk waarna het de ruimte in schiet. Hier verplaatst hij de planeten alsof het een biljartspel is. Hierbij ontstaat na een botsing tussen Mars en Jupiter de grote rode vlek en rolt Saturnus in zijn ringen. Uiteindelijk belanden de planeten in een baan rond de zon waardoor het zonnestelsel (fictief) gevormd werd. Uiteindelijk belandt Scrat zonder schip met een ruimtepak op een meteoriet die recht op de aarde af gaat met zijn eikel. Scrat springt eraf zonder pak, maar met zijn helm.
Manny, Sid en Diego kijken naar vallende sterren. Sid verlangt dat ze een wens doen. Vervolgens belandt een vlammende meteoriet bij Sid waarna hij brandend in een boom geslingerd wordt.

## Stemverdeling
- Chris Wedge als Scrat
- Ray Romano als Manny
- John Leguizamo als Sid
- Denis Leary als Diego